# Fremskrittspartiets Ungdom
Fremskrittspartiets Ungdom er en norsk liberalkonservativ politisk ungdomsorganisation, der støtter partiet Fremskrittspartiet. Organisationen har 1,730 medlemmer (2019) og blev grundlagt i 1978. Organisationen ledes af Simen Velle

## Politik
I forhold til moderpartiet er Fremskrittspartiet på flere områder mere liberalt. FPU's politik er baseret på liberalistisk ideologi og mener, at frihed er den vigtigste ting i et samfund. Ejendomsrettigheder skal være grundlæggende og ukrenkelige, og partiet vil have den mest begrænsede stat med fri markedsøkonomi og et minimum af statsindblanding.
FPU's vigtigste årsager i den sidste valgkamp var mere valgfrihed i skolen, lavere skatter og afgifter og strengere straffe for kriminelle.
I de senere år har FPU's værdier påvirket FrPs handlingsprogram. Det var blandt andet FpU, der kæmpede for og modtog aktiv dødshjælp til FrP-programmet. FpU betragtes som mere radikalt end forældrepartiet og har også forsøgt at komme igennem et programforslag om at fjerne militærtjenesten uden succes. Det var F & U, der først foreslog enhedsprisfinansiering i Norge, dateret tilbage til 1980'erne. Nu er det en naturlig del af bl.a. finansiering af hospitaler. Derudover har de også fremmet andre radikale ideer, der ikke er fremkommet. Fpu investerer stærkt i uddannelsen af sine fagforeningsrepræsentanter og arrangerer en fælles fagforeningskonference en gang om året, primært for nye fagforeningsrepræsentanter og formænd. I hvert valgår arrangerer FpU en omfattende debattræning som forberedelse til skolevalget.

## Skolevalg
I skolevalg har FpU været blandt de parter, der har den største støtte, og har været den største i 1989, 2003, 2005 og 2009.(tyrkisk)

## Formenn i FpU
- 1978–1984 Peter N. Myhre
- 1984–1987 Pål Atle Skjervengen
- 1987–1989 Tor Mikkel Wara
- 1989–1992 Jan Erik Fåne
- 1992–1994 Lars Erik Grønntun
- 1994–1995 Ulf Leirstein
- 1995–1996 Klaus Jakobsen
- 1996–1996 Anders Anundsen
- 1996–1998 Reidar Helliesen
- 1998–1999 Anders Anundsen
- 1999–2002 Bård Hoksrud
- 2002–2008 Trond Birkedal
- 2008–2012 Ove André Vanebo
- 2012–2014 Himanshu Gulati
- 2014–2016 Atle Simonsen
- 2016- Bjørn-Kristian Svendsrud